# 1218
1218 (MCCXVIII) var ett skottår som började en måndag i den julianska kalendern.

## Händelser

### Okänt datum
- Bela IV av Ungern gifter sig med Maria Laskarea av Nicea.
- Staden Rostock får stadsrättigheter.
- Den katolska orden Ordo Beatae Mariae de Mercede Redemptionis Captivorum bildas.

## Födda
- 12 februari – Kujo Yoritsune, shogun av Japan.
- 1 maj – Rudolf I, tysk-romersk kejsare 1273-1291.
- Abel, kung av Danmark 1250–1252.
- Marie de Coucy, drottning av Skottland 1239–1249 (gift med Alexander II) (född omkring detta år)

## Avlidna
- 19 maj – Otto IV, kung av Tyskland sedan 1198 och tysk-romersk kejsare sedan 1209